# Omphalomia
Omphalomia is een geslacht van vlinders van de familie snuitmotten (Pyralidae), uit de onderfamilie Pyralinae.

## Soorten
- O. accersita Swinhoe, 1894
- O. hirta South, 1901